# Hagalunds bangård

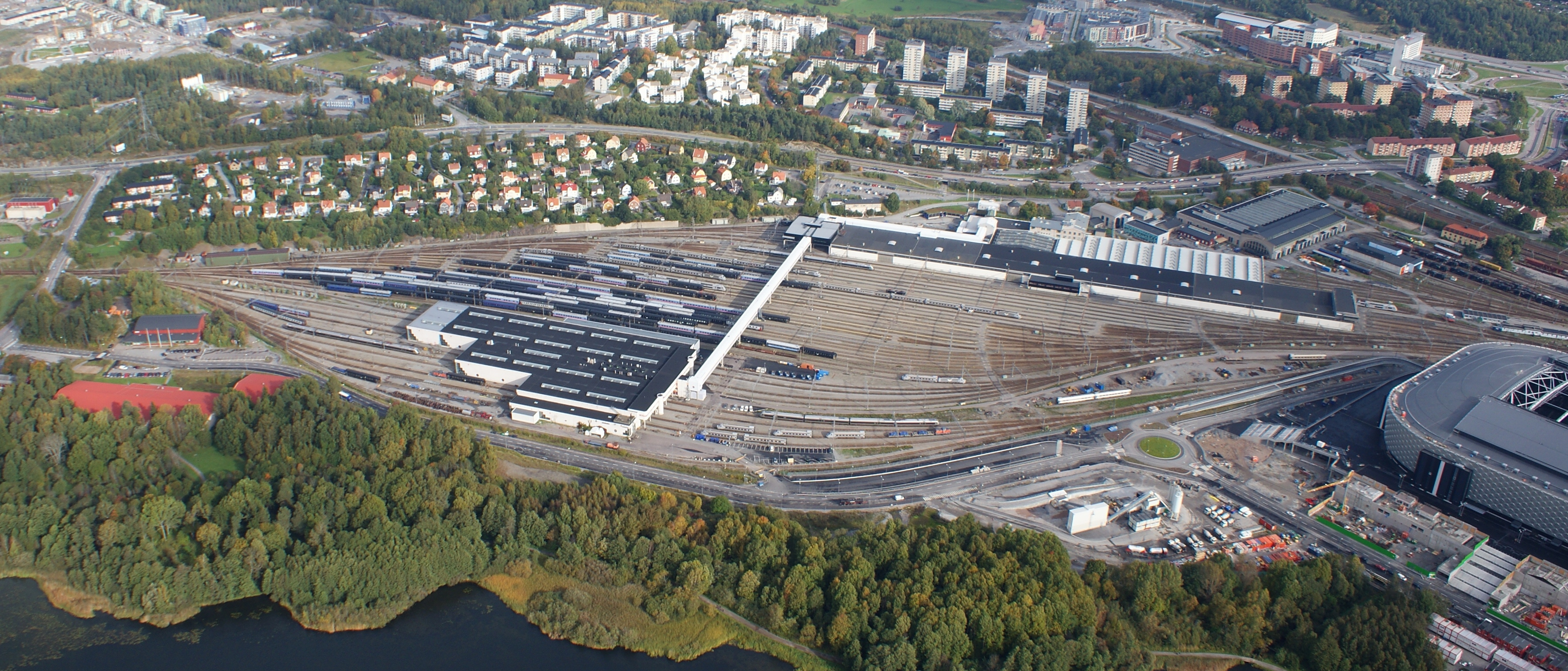
Hagalundsdepån sedd från helikopter.

Hagalunds bangård med Hagalundsdepån är Sveriges största rangerbangård för persontrafik i stadsdelen Järva inom Solna kommun, längs Ostkustbanan drygt sex kilometer norr om Stockholms centralstation. Bangården heter just Hagalund även om själva bangården egentligen ligger inklämd mellan de olika stadsdelarna Frösunda, Ulriksdal, Råsunda samt Ör i Sundbyberg.
Bangårdsområdet ägs av det statliga fastighetsbolaget Jernhusen samt av Trafikverket och hyrs ut till SJ, Transdev,  MTR, Euromaint, Alstom med flera som sysslar med uppställning, växling och underhåll av persontåg. En helt ny stadsdel kallad Arenastaden håller på att byggas vid bangården.
Bangården är indelad i tre delar. Mellanbangården, förkortas mbg, driftbangården samt lokstallsbangården. Över 60 spår finns inom Hagalunds bangårdsområde. Längst i väster finns det två längre utdragsspår för växlingsrörelser till och från norra delen av driftbangården. Bangårdsområdet saknar helt och hållet tågskyddssystem som t.ex. ATC och all verksamhet sker som växlingsrörelser med en största tillåten hastighet av 30 km/h.

## Depån
Hagalundsdepån är norra Europas största underhållsdepå för tåg.
Depån består av flera olika typer av anläggningar för underhåll och service.
- Hjulsvarven är belägen vid mellanbangården och sköts av Euromaint. Här svarvas järnvägsfordon från hela landet. Hjulsvarven är en av tre hjulsvarvar för tåg i Mälardalen.
- Vakuumtömningen finns i södra änden av mellanbangården. Här tömmes toatankarna i de flesta ankommande persontåg till Hagalund. Sköts av ISS.
- Lokverkstaden är belägen vid lokstallet. Här underhålls de flesta av SJ:s Rc-lok, främst Rc6-loken av Euromaint. Lokverkstaden består av två spår med plats för vardera 2 lok. Vägg i vägg med lokverkstan finns det en s.k. GDS-hall där operatörer kan avisa, tvätta lok mm mot en avgift. Bakom lokverkstaden finns även den äldre lokskötselhallen. Där inne genomförs en del underhåll av andra operatörers fordon.
- Heltågsverkstaden, byggd i slutet av 80-talet är belägen i västra delen av bangården. I heltågsverkstaden sker det mesta av det löpande underhållet på SJ:s X 2000-flotta. Även en viss del av underhåll för X40 genomförs i heltågsverkstaden. Utöver Euromaint håller även Mantena AS till i heltågsverkstaden. De sköter underhållet av SJ3000-fordonen (X55) och X40 Inne i heltågsverkstaden finns det bland annat traverskranar för tyngre underhåll.
- Nya Vagnhallen heter den stora servicehall som byggdes under 1960-talet och som består av 6 spår med plats för exempelvis 12 stycken X 2000 tågsätt. I nya vagnhallen sker inget tyngre underhåll. Där sker istället löpande underhåll som operatörerna själva står för som till exempel städning, vattentryckning, säkerhetssyning samt avisning vintertid. Nya vagnhallen håller 2024 på att modernisers och byggas ut med två nya spår. Spår 16 och 17 har tagits i anspråk och blir nu en del av nya vagnhallen. Den saneringshall som fanns på spår 16 revs och ersattes med en ny på en annan del av bangården.
- Vägg i vägg med nya vagnhallen finns även den äldre K-märkta och byggnadsminnesförklarade gamla vagnhallen. I gamla vagnhallen genomförs inget löpande underhåll. Däremot används den för specialbeställda jobb samt uppställning av banarbetsfordon.
- En av de nyare skötselanläggningarna är saneringshallen, färdigställd år 2011 och tidigare placerad i mitten av spår 16, vägg i vägg med nya vagnhallen. Den ersattes av en helt ny saneringshall placerad söder om heltågsverkstaden, invigd 2023.

Här saneras järnvägsfordon från hela landet.
- En ny skötsel och vagnhall med 2 spår för VR Snabbtåg Sverige:s fordonsflotta färdigställdes under 2014 på spår 8 och 9 i söder. Hallen utgör en förlängning av gamla vagnhallen.
- Tågtvätten är en tvättanläggning belägen i norra delen av bangården.
- I södra änden av nya vagnhallen ligger Hagalunds ställverk som tidigare hade landets äldsta datoriserade ställverk av typ 85 i drift men under 2021 ersattes typ 85 till nyaste versionen av typ 95. Ställverket agerar trafikledning för inkommande och utgående växlingsrörelser från depån och bemannas dygnet runt av ställverksoperatörer på uppdrag av Trafikverket för att reglera alla växlingsrörelser som förekommer inom bangårdsområdet. Hagalunds bangårdsområde klassas som ett sidospår enligt Trafikverkets TTJ och alla rörelser inom området sker som växlingsrörelser. Hagalund är en av landets mest trafikerade sidospår[2]. Södra änden av mellanbangården är däremot en del av driftledningsområde Stockholm och driftplats Solna. Denna del sköts av tågklarerare vid driftledningscentralen i Stockholm, även känd som "fjärren Stockholm".

Under hösten 2021 tog Trafikverket beslut om att ta över ställverket i Hagalund i egen regi. Förändringen innebär att de operatörer av ställverket som funnits i Hagalund sedan 1987 nu försvinner som funktion och istället kommer all trafikledning hanteras av en tågklarerare som är placerad hos fjärren Stockholm.

## Historik
Anläggningen byggdes åren 1913-1916 som driftsverkstad för Statens Järnvägar (SJ) och ersatte tidigare verkstäder i på andra håll i Stockholmsområdet.

## Framtid
Hagalundsdepån har nått kapacitetstaket. I Trafikverkets plan för perioden 2018-2029 återfinns ett moderniseringsprojekt för bangården. 